# Centrostigma
Centrostigma es un género de orquídeas perteneciente a la subfamilia Orchidoideae. Es originario de África.

## EspeciesCentrostigma
A continuación se brinda un listado de las especies del género Centrostigma aceptadas hasta mayo de 2011, ordenadas alfabéticamente. Para cada una se indica el nombre binomial seguido del autor, abreviado según las convenciones y usos y la publicación válida.
1. Centrostigma clavatum Summerh., Kew Bull. 11: 221 (1956).
2. Centrostigma occultans (Welw. ex Rchb.f.) Schltr., Bot. Jahrb. Syst. 53: 523 (1915).
3. Centrostigma papillosum Summerh., Kew Bull. 11: 219 (1956).